# Rudina
Rudina (ungarisch Nagyrudas – bis 1907 Nagyrudina) ist eine Gemeinde im Nordwesten der Slowakei mit 1799 Einwohnern (Stand 31. Dezember 2024) und liegt im Okres Kysucké Nové Mesto, einem Kreis des Žilinský kraj und zugleich in der traditionellen Landschaft Kysuce.

## Geographie
Die Gemeinde befindet sich am Rande des Gebirges Javorníky entlang des Baches Rudinský potok, unweit der Mündung in die Kysuca. Die Ortschaft ist als Reihendorf entlang des Baches angelegt und schließt am unteren Ende an die Nachbargemeinde Rudinka an. Das Ortszentrum liegt auf einer Höhe von 387 m n.m. und ist vier Kilometer von Kysucké Nové Mesto sowie acht Kilometer von Žilina entfernt.

## Geschichte
Als dauerhaft bewohnter Ort entstand Rudina an der Wende vom 13. zum 14. Jahrhundert und wurde zum ersten Mal 1359 als Rugyna schriftlich erwähnt. Bis zum Ende des Mittelalters gehörte das Dorf zu den Familien Rudinszky und Csicskán, danach mehrheitlich zum Herrschaftsgut der Burg Budatín. 1598 zählte man 17 Häuser, 1784 61 Häuser und 448 Einwohner und schließlich 1828 88 Häuser und 672 Einwohner. Haupteinnahmequellen waren Land- und Forstwirtschaft, Schafzucht und Drahtbinderei.
Nach 1907 wurde der Nachbarort Rudinka eingemeindet, löste sich aber 1950 wieder los.

## Bevölkerung
| Jahr                | 1994 | 2004    | 2014    | 2024    |
| ------------------- | ---- | ------- | ------- | ------- |
| Anzahl der Personen | 1497 | 1645    | 1743    | 1799    |
| Unterschied         |      | +9,88 % | +5,95 % | +3,21 % |

| Jahr                | 2023 | 2024    |
| ------------------- | ---- | ------- |
| Anzahl der Personen | 1803 | 1799    |
| Unterschied         |      | −0,22 % |

Ergebnisse nach der Volkszählung 2001 (1597 Einwohner):
| Nach Ethnie: - 97,87 % Slowaken - 1,38 % Tschechen | Nach Konfession: - 89,48 % römisch-katholisch - 4,51 % keine Angabe - 4,32 % konfessionslos |

## Bauwerke
- Kapelle, nach Umwandlung eines klassizistischen Glockenturms aus dem 19. Jahrhundert entstanden